# St. Martin (Aulendorf)

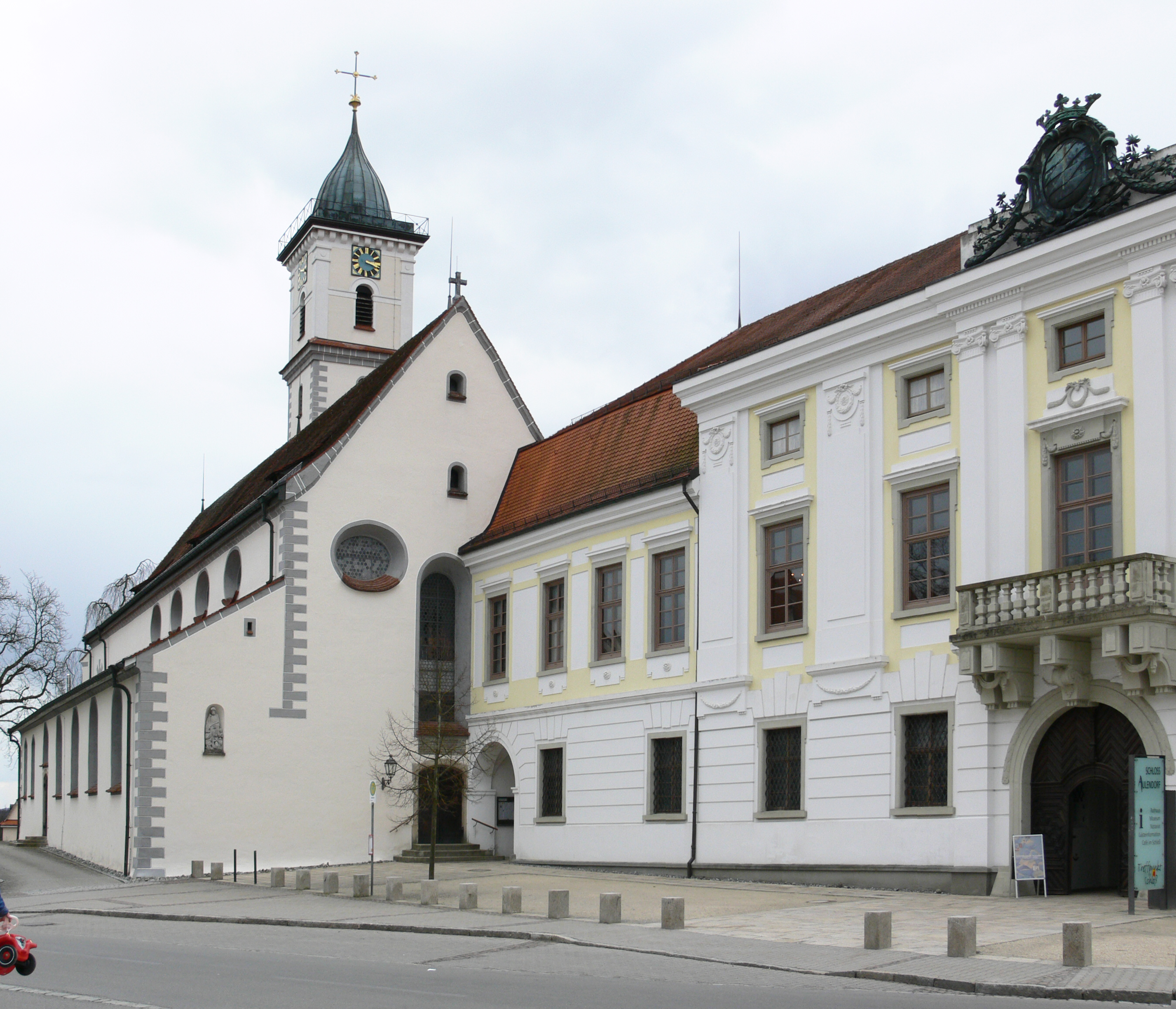
Pfarrkirche und Schloss Aulendorf

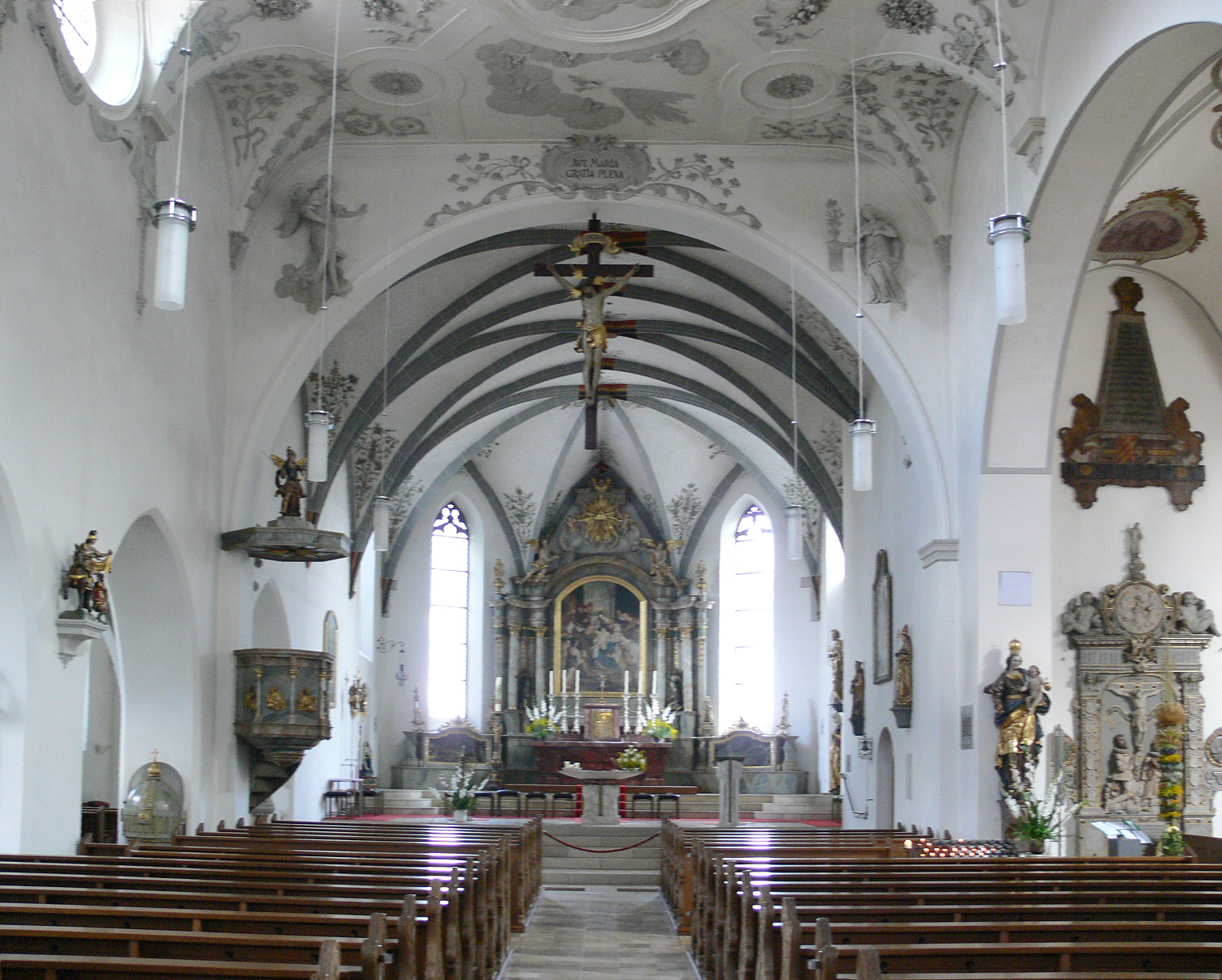
Blick zum Chor

Die Pfarrkirche St. Martin ist die katholische Pfarrkirche in Aulendorf in Baden-Württemberg, an Schloss Aulendorf angebaut und eines der Wahrzeichen der Stadt.

## Geschichte
Schon vor mehr als 1.000 Jahren stand an diesem Ort eine dem heiligen Martin geweihte romanische Kirche.
Seither trug fast jede Generation dazu bei, dieses Gotteshaus zu erweitern oder auszuschmücken. So blieben kostbare Werke aus verschiedenen Epochen, von der späten Gotik bis zur Gegenwart, erhalten.
Über Jahrhunderte sorgte die Standesherrschaft der Grafen zu Königsegg-Aulendorf für eine reiche und zum Teil wertvolle Ausstattung. Kirche und Schloss sind direkt zusammengebaut; geistliche und weltliche Macht verschmolzen hier zu einer Einheit.
Nachdem der Schlosskomplex in zehnjähriger Arbeit saniert und 1997 mit neuem Leben erfüllt war, wurde 1999 auch die Kirche renoviert. Auffallend sind die sorgfältig restaurierten Decken mit ihrem Mörtelstuck aus dem frühen Rokoko.
Die ungewöhnliche Prägung der Stuckarbeiten ist darauf zurückzuführen, dass hier nicht, wie sonst üblich, mit weichem Gips, sondern mit hartem Mörtel gearbeitet wurde. Die barock-schwungvolle Marienfigur von 1651 und das Chorbogen-Kruzifix schuf der oberschwäbische Bildhauer Georg Grassenter.

## Ausstattung

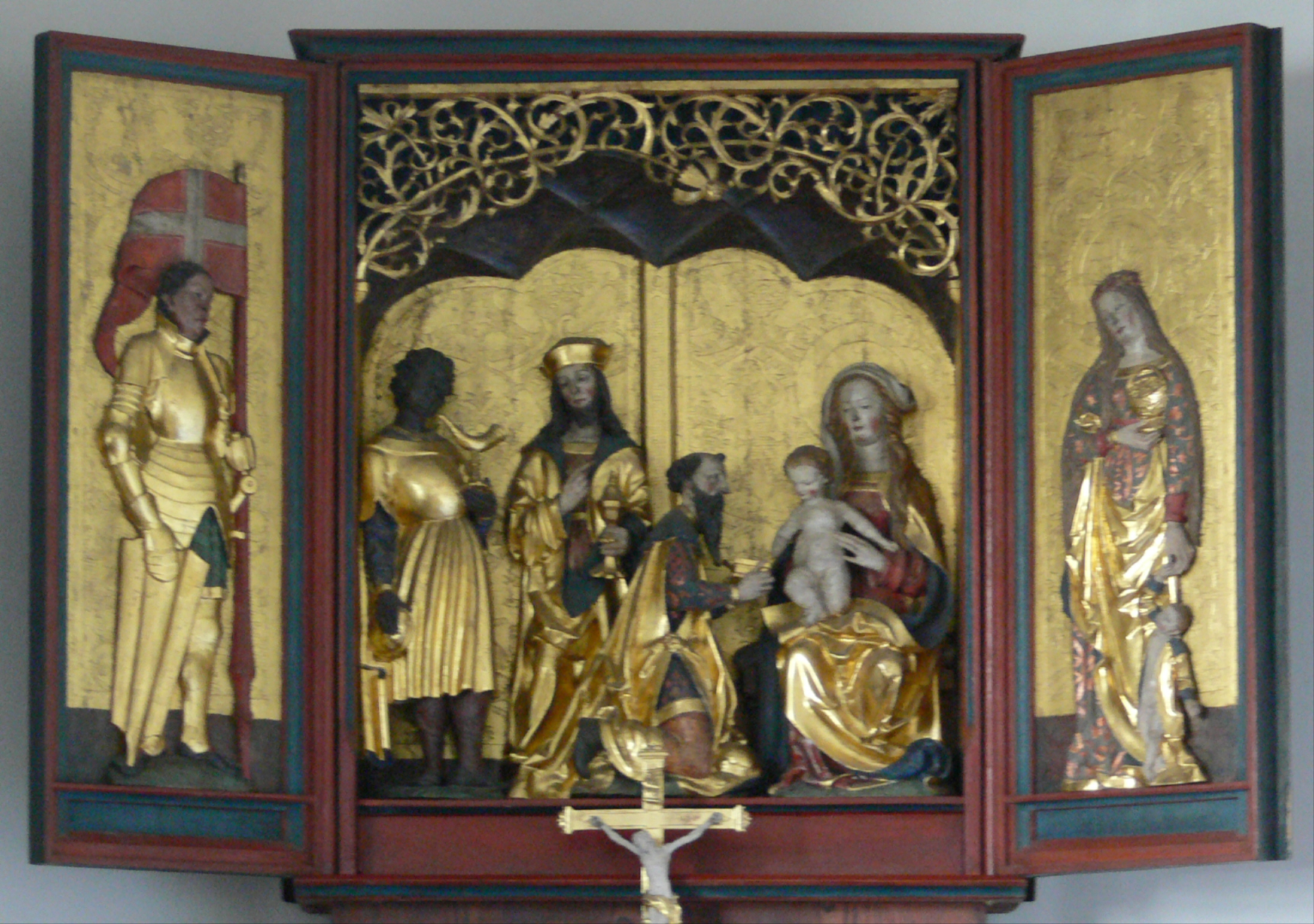
Dreikönigsaltar

Das wertvollste Stück ist der spätgotische Dreikönigsaltar in einer Seitenkapelle. Das Choraltarbild stammt von Carl Desom aus Weingarten. An den Pfeilern sind qualitätsvolle kleine Holzplastiken aufgestellt: Der Kirchenpatron St. Martin, der hl. Franziskus und die stehende hl. Anna Selbdritt stammen vermutlich vom Meister Martin Zürn aus Waldsee, die hl. Katharina, die Heiligen Sebastian und Rochus werden Georg Grassenter zugeschrieben.

### Martinsbild
Martin von Tours, gekleidet in bischöfliches Ornat mit Pluviale, Mitra und Stab, segnet einen vor ihm knienden, armen Mann. Die Szene spielt vor den Toren der Stadt; zwei Männer begleiten den Bischof.
Wie alle religiösen Gemälde Sauters wirkt auch dieses extrem altertümlich. Die Malweise erinnert an die spätbarocken Gemälde seines Großvaters und seines Onkels, beides keine innovativen Künstler, sondern routinierte Kirchenmaler, die mit Effekten wie dem Setzen von Glanzlichtern umzugehen wussten.

### Orgel

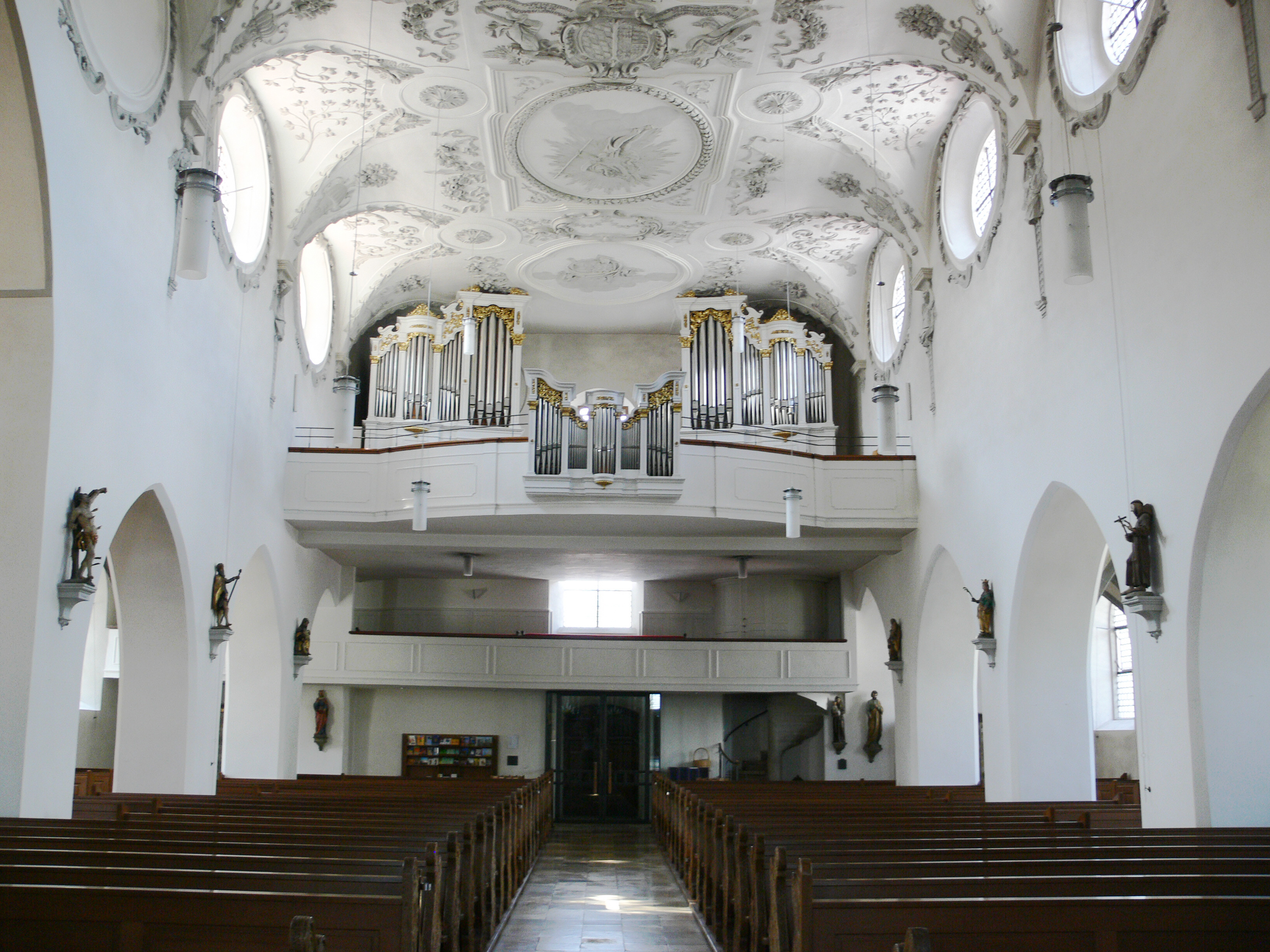
Blick auf das Westwerk

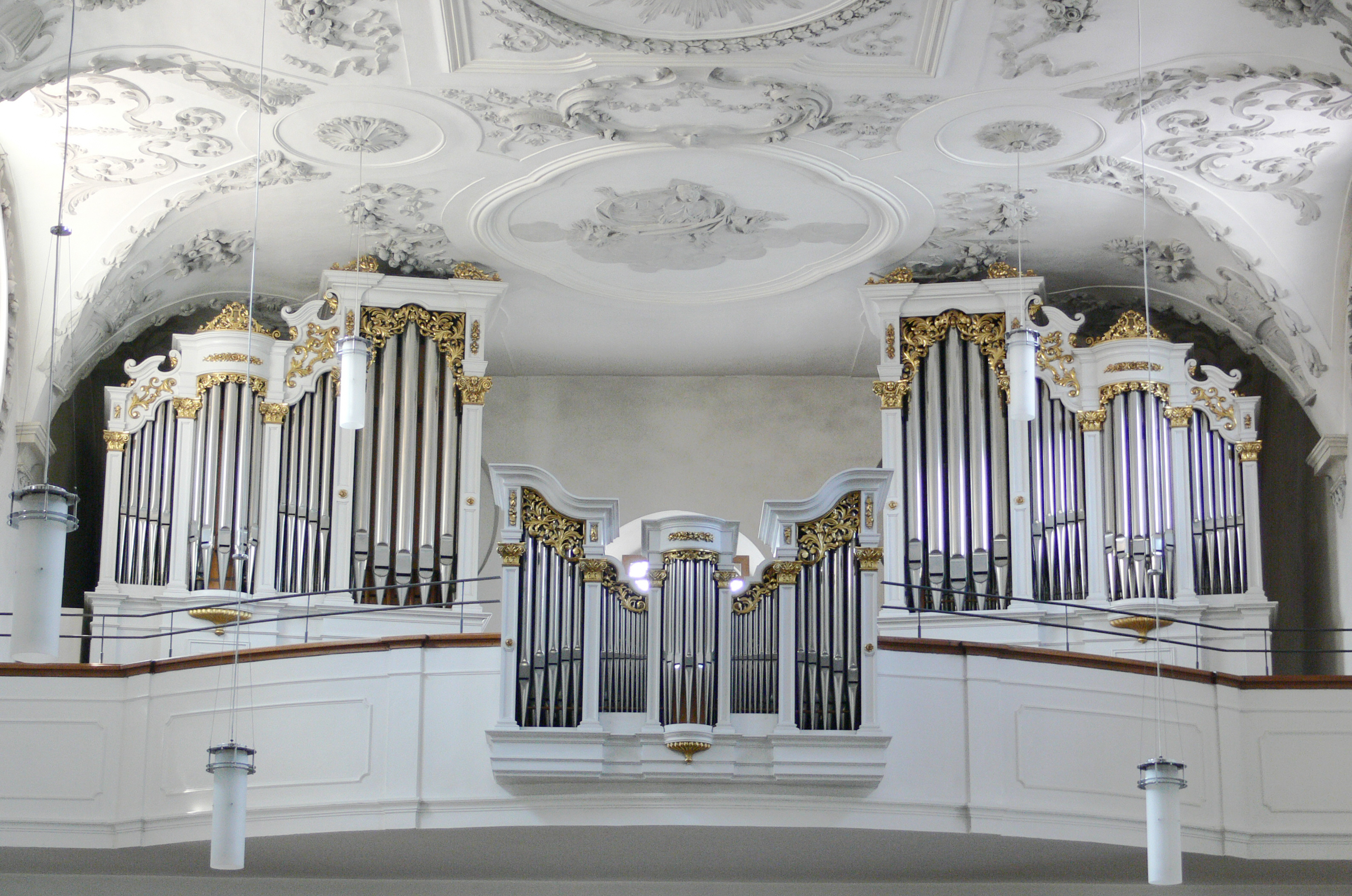
Prospektgehäuse

Die Orgel wurde 1981 von Orgelbau Mönch erbaut. Das Schleifladen-Instrument hat 37 Register (2729 Pfeifen) auf drei Manualwerken und Pedal. Die Spieltrakturen sind mechanisch, die Registertrakturen sind elektrisch.
| I Rückpositiv C–g3 |                  |       |
| 1.                 | Rohrgedackt      | 8′    |
| 2.                 | Praestant        | 4′    |
| 3.                 | Koppelflöte      | 4′    |
| 4.                 | Sesquialter II 0 | 2 ⁄3′ |
| 5.                 | Gemshorn         | 2′    |
| 6.                 | Larigot          | 1 ⁄3′ |
| 7.                 | Scharff IV       | 1′    |
| 8.                 | Cromorne 0       | 8′    |
|                    | Tremulant        |       |

| II Hauptwerk C–g3 |                 |        |
| 09.               | Gedacktpommer 0 | 16′    |
| 10.               | Principal       | 08′    |
| 11.               | Bourdon         | 08′    |
| 12.               | Octave          | 04′    |
| 13.               | Hohlflöte       | 04′    |
| 14.               | Superoctave     | 02′    |
| 15.               | Cornett V       | 08′    |
| 16.               | Mixtur V        | 01 ⁄3′ |
| 17.               | Trompete        | 08′    |

| III Schwellwerk C–g3 |               |         |
| 18.                  | Holzgedackt   | 08′     |
| 19.                  | Gamba         | 08′     |
| 20.                  | Principal     | 04′     |
| 21.                  | Rohrflöte     | 04′     |
| 22.                  | Nasat         | 02 ⁄3′  |
| 23.                  | Waldflöte     | 02′     |
| 24.                  | Terz          | 01 3⁄5′ |
| 25.                  | Sifflöte      | 01′     |
| 26.                  | Plein-jeu V 0 | 01′     |
| 27.                  | Oboe          | 08′     |
| 28.                  | Schalmey      | 04′     |
|                      | Tremulant     |         |

| Pedal C–f1 |                 |        |
| 29.        | Principal       | 16′    |
| 30.        | Subbass         | 16′    |
| 31.        | Octavbass       | 08′    |
| 32.        | Gemshorn        | 08′    |
| 33.        | Octave          | 04′    |
| 34.        | Mixturbass IV 0 | 02 ⁄3′ |
| 35.        | Nachthorn       | 02′    |
| 36.        | Bombarde        | 16′    |
| 37.        | Trompete        | 08′    |

- Koppeln: I/II, III/II, I/P, II/P, III/P

### Glocken
Die Pfarrkirche St. Martin besitzt mit sechs Glocken ein vergleichsweise schweres Geläut: die größte Glocke ist die Dreifaltigkeitsglocke von 1952, die zweitgrößte und älteste ist die Christusglocke, auch die Glocke von 1690 genannt. Ebenfalls von 1952 ist die Martinusglocke, von 1920 ist die Sturmglocke, die Annaglocke. Jüngste Glocke ist die Königin-des-Friedens-Glocke (Regina-Pacis-Glocke) und schließlich noch das Totenglöcklein von 1765 als kleinste Glocke.
Die Glocken haben die Schlagtöne d1, e1, fis1, a1, h1 und e2.

## Trivia
Im Februar 2007 marschierte die Junge NPD zum Jahrestag des Bombardements von Dresden in Aulendorf auf, um eine Kundgebung zu veranstalten. Wie in Miltenberg ließen der Pfarrer und mehrere Kirchengemeinderäte alle Glocken während der Kundgebung läuten, sodass nichts zu verstehen war. Erst die Polizei beendete das Läuten. Der Pfarrer und einige der anderen wurden daraufhin von Bundespräsident Horst Köhler zum Sommerfest nach Schloss Bellevue eingeladen.